# Atacamafolket

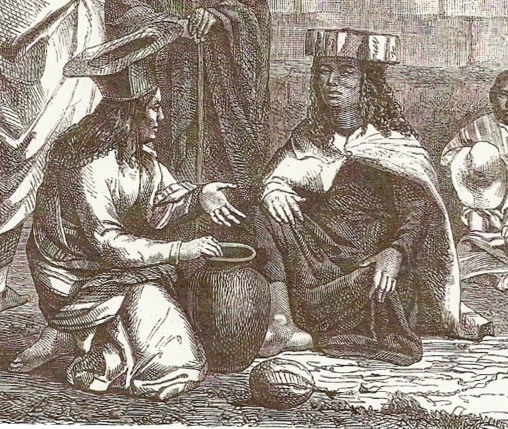
Atacamaindianer.

Atacamafolket (även kallat atacameño eller cunza) är ett indianskt folk som tidigare behärskade Atacamaöknen som ligger söder om gränsen mellan Peru och Chile. 
De levde främst av lamadjursuppfödning, jakt och handel samt odlade majs, bönor, quinoa och squash i den mån det var möjligt i oaserna.
De cirka 1000 personer som fortfarande räknas som atacama har nästan helt förlorat sitt språk, cunza. Cirka 1100 ord av språket är kända och beskrivna.